# Eunice longicornis
Eunice longicornis är en ringmaskart som beskrevs av Grube 1866. Eunice longicornis ingår i släktet Eunice och familjen Eunicidae. Inga underarter finns listade i Catalogue of Life.